# 方济各会教堂 (格拉茨)
方济各会教堂 (德語：Franziskanerkirche)及修道院 (德語：Franziskanerkloster)位于奥地利格拉茨市中心，由方济各会创建，在1239年第一次见于记载。
教堂内的14世纪内殿高而狭窄，与相对低而宽的中殿形成对比。二战中内殿被炸弹袭击，战后重建，有灰色的铸铁十字架和花窗玻璃。2004年安装了管风琴。
哥特式的修道院向公众开放。修道院的墙壁上刻着15-18世纪埋葬于此著名的市民和贵族的名字、职业和生活资料。
其高大的钟楼是格拉茨的地标之一，对于方济各会机构而言颇不寻常。由于它靠近城墙，曾被用作防御塔。